# Андронік Контостефан
Андронік Комнін Контостефан (1132/1133 — після 1186) — державний та військовий діяч Візантійської імперії.

## Життєпис

### Початок кар'єри
Походив з військового роду Контостефанів. Молодший син Стефана Контостефана, пангиперсебаста та мегадука (командувача всього флоту), й Анни Комніни (доньки імператора Іоанна II). Народився у 1132 або 1133 році в Константинополі.
Розпочав діяльність під орудою свого батька. У 1148—1149 роках брав участь в облозі острова Корфу, який захопили війська королівства Сицилія. Під час боїв загинув його батько Стефан. Близько 1150 року Андронік оженився на представниці роду Дук (або Дук Комнінів). В подальшому брав участь у військових діях проти сельджуків та італійських норманів, проте не мав самостійного командування.

### Війна з Угорщиною
1167 році після смерті Олексія Бриєннія Комніна призначається мегадуксом візантійського флоту. Водночас отримав посади стратега фем Еллада, Пелоппонес і Крит. На чолі війська виступив проти угорської армії, що вже зайняла Далмацію та північну Сербію. У вирішальній битві при Сірмії, незважаючи на заборону з боку імператора Мануїла I вступати у бій, Андронік Контостефан завдав угорському війську цілковитої поразки. Після цього оволодів Далмацією та землями на південь від річки Крка, Північною Сербією та Боснією.

### Морські походи
1169 року Костостефану було доручено здійснити військово-морський похід проти Фатимідського халіфату. З суходолу його повинен був підтримати Аморі I, король Єрусалиму. Спочатку мегадукс розбив біля Кіпру єгипетську флотилію. Після цього прибув до Тиру. Тут він побачив, що єрусалимський король не поспішає до походу, що викликало роздратування Андроніка та посіяло недовіру між союзниками. У жовтні 1169 року візантійці та хрестоносці прибули до гирла Нілу, де взяли в облогу важливу фортецю-порт Дамієту. В час коли Констостефан віддав наказ до заключного штурму, король Аморі I оголосив про укладання миру з Фатімідами. На зворотньому шляху значна частину візантійського флоту загинула. Рештки повернулися до Візантії лише у 1170 році.
У 1171 році очолив морські дії проти венеційського флоту, який атакував острови в Егейському морі та далматійські міста під владою Візантії. Спочатку було відбито напад на Евбею. Потім, вичекавши час, коли серед венеційців почалися хвороби, Андронік Констостефан у квітні 1172 року атакував супротивника. Не маючи змоги чинити спротив дож Вітале II Мікель спішно залишив Хіос, Лесбос, тасос і Скайрос, зазнавши значних втрат. За цю поразку дожа того ж року було страчено. Невдовзі з невідомих причин передав посаду мегадукса Іоанну дуці Комніну (сину себастократора Андроніка Комніна).
У 1176 році Андронік Контостефан брав участь у військовому походу під орудою імператора Мануїла I проти Румського султанату. Звитяжив у битві при Міріокефалоні, де візантійці зазнали нищівної поразки від сельджуків. Констостефан зумів зберегти свій військовий підрозділ, вийшовши з оточення. Після цього надихнув імператора на продовження боротьби. Демонстрація того, що військо у Візантії ще залишилося, допомогло Мануїл I укласти більш прийнятне перемир'я.
У битві при міріокефалі загинув мегадукс Іоанн Дука Комнін, тому Андронік Контостефан знову обійняв цю посаду. 1177 році на чолі 150 суден рушив на підкорення Єгипту. Втім залишився в Акрі, де не зумів переконати хрестоносців та баронів Єрусалимського королівства розпочати спільні дії. Тому того ж року повернувся до Візантії.

### Останні роки
Згодом Андронік зберіг значне становище наприкінці правління Мануїла I та за імператора Олексія II. У 1182 році під час заколоту Андроніка Комніна захищав столицю від флоту заколотника. Тому довелося умовляти Контостефана перейти на бік Комніна, вказуючи, що заколот спрямовано проти протосебаста Олексія, а не імператора.
Оголошення Андроніка Комніна імператором, а потім повалення Олексія II викликало невдоволення Андроніка Контостефана. Він спільно з Андроніком Ангелом склав змову проти імператора Андроніка I. Але її було розкрито: Ангел з двома синами встиг утекти, а Контостефана з 4 синами схоплено й засліплено. Остання згадка про нього вдноситься до 1186 року.